# Tebing Kaning
Tebing Kaning is een bestuurslaag in het regentschap Bengkulu Utara van de provincie Bengkulu, Indonesië. Tebing Kaning telt 732 inwoners (volkstelling 2010).